# Reisterrassen von Banaue
Die Reisterrassen von Banaue sind eine bedeutende Sehenswürdigkeit der Philippinen.

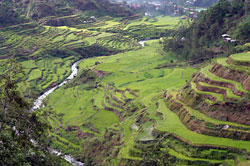
Die Reisterrassen von Banaue

Sie liegen in einer gebirgigen Landschaft etwa 1500 Meter über dem Meeresspiegel und bedecken fast 10 km² der Berghänge. Vor etwa zweitausend Jahren begannen die austronesischen Einwohner dieser Gegend Reisfelder zu bauen. Bis heute setzt man den Anbau an Hängen mit bis zu 70 Grad Steigung fort. So gibt es Felder, die nur knapp zwei Meter breit sind. Die Bontoc, andere Einwohner der Region, führten den Bau weiter, indem sie die Erde mit Steinmauern befestigten. Die Terrassen gelten als das älteste Bauwerk der gesamten Philippinen.
Bis zum heutigen Tag werden auf den Terrassen Reis und Gemüse von Einheimischen angebaut, obwohl immer mehr jüngere Ifugao die Landwirtschaft als nicht attraktiv erachten und sich für die lukrativere Tourismusbranche entscheiden, die sich durch die Reisterrassen entwickelt hat. Dies führt zu einer allmählichen Erosion der charakteristischen Stufen, welche regelmäßiger Kultivierung und Pflege bedürfen. Zur Erosion tragen aber auch der Riesenwurm („Olang“ in Ifugao) der Gattung Pheretima or Polypheretima elongata bei, außerdem Ratten der Gattung Chrotomis mindorensis und Schnecken.
Die Reisterrassen zählen zusammen mit vier weiteren Anlagen seit 1995 zum UNESCO-Weltkulturerbe und wurden im gleichen Jahr von der American Society of Civil Engineers in die List of International Historic Civil Engineering Landmarks aufgenommen.

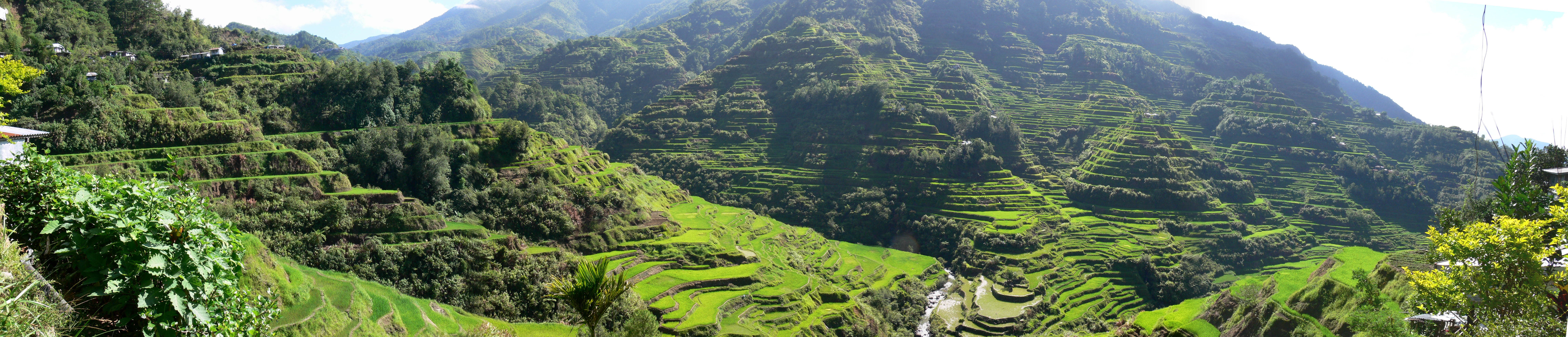
Panoramasicht auf die Reisterrassen von Banaue